# Sydney Football Club 2016-2017
Questa voce raccoglie le informazioni riguardanti il Sydney Football Club nelle competizioni ufficiali della stagione 2016-2017.

## Rosa 2016-2017
| N. |                        | Ruolo | Calciatore         |
| -- | ---------------------- | ----- | ------------------ |
| 1  | Australia (bandiera)   | P     | Andrew Redmayne    |
| 4  | Australia (bandiera)   | D     | Alex Wilkinson     |
| 5  | Paesi Bassi (bandiera) | D     | Jordy Buijs        |
| 6  | Australia (bandiera)   | C     | Joshua Brillante   |
| 7  | Australia (bandiera)   | D     | Michael Zullo      |
| 8  | Serbia (bandiera)      | C     | Miloš Dimitrijević |
| 9  | Brasile (bandiera)     | A     | Bobô               |
| 10 | Serbia (bandiera)      | C     | Miloš Ninković     |
| 11 | Australia (bandiera)   | C     | Bernie Ibini       |
| 12 | Australia (bandiera)   | C     | Aaron Calver       |
| 13 | Australia (bandiera)   | C     | Brandon O'Neill    |

| N. |                       | Ruolo | Calciatore              |
| -- | --------------------- | ----- | ----------------------- |
| 14 | Australia (bandiera)  | A     | Alex Brosque (capitano) |
| 16 | Australia (bandiera)  | D     | George Timotheou        |
| 17 | Australia (bandiera)  | C     | David Carney            |
| 18 | Senegal (bandiera)    | A     | Matt Simon              |
| 19 | Australia (bandiera)  | A     | George Blackwood        |
| 20 | Australia (bandiera)  | P     | Danny Vukovic           |
| 21 | Slovacchia (bandiera) | A     | Filip Hološko           |
| 22 | Australia (bandiera)  | D     | Sebastian Ryall         |
| 23 | Australia (bandiera)  | C     | Rhyan Grant             |
| 24 | Australia (bandiera)  | A     | Charles Lokolingoy      |
| 29 | Australia (bandiera)  | A     | Bai Antoniou            |

## Statistiche

### Statistiche di squadra
| Competizione | Punti | In casa | In casa | In casa | In casa | In casa | In casa | In trasferta | In trasferta | In trasferta | In trasferta | In trasferta | In trasferta | Totale | Totale | Totale | Totale | Totale | Totale | DR  |
| Competizione | Punti | G       | V       | N       | P       | Gf      | Gs      | G            | V            | N            | P            | Gf           | Gs           | G      | V      | N      | P      | Gf     | Gs     | DR  |
| ------------ | ----- | ------- | ------- | ------- | ------- | ------- | ------- | ------------ | ------------ | ------------ | ------------ | ------------ | ------------ | ------ | ------ | ------ | ------ | ------ | ------ | --- |
| A-League     | 66    | 13      | 10      | 3       | 0       | 25      | 4       | 14           | 10           | 3            | 1            | 30           | 8            | 27     | 20     | 6      | 1      | 55     | 12     | +43 |

### Statistiche dei giocatori
| Giocatore     | A-League - Stagione regolare | A-League - Stagione regolare | A-League - Stagione regolare | A-League - Stagione regolare | A-League - Finals series | A-League - Finals series | A-League - Finals series | A-League - Finals series | Totale   | Totale | Totale      | Totale     |
| Giocatore     | Presenze                     | Reti                         | Ammonizioni                  | Espulsioni                   | Presenze                 | Reti                     | Ammonizioni              | Espulsioni               | Presenze | Reti   | Ammonizioni | Espulsioni |
| ------------- | ---------------------------- | ---------------------------- | ---------------------------- | ---------------------------- | ------------------------ | ------------------------ | ------------------------ | ------------------------ | -------- | ------ | ----------- | ---------- |
| A. Redmayne   | 1                            | 0                            | 0                            | 0                            | -                        | -                        | -                        | -                        | 1        | 0      | 0           | 0          |
| A. Wilkinson  | 32                           | 0                            | 4                            | 0                            | -                        | -                        | -                        | -                        | 32       | 0      | 4           | 0          |
| J. Buijs      | 12                           | 1                            | 1                            | 0                            | -                        | -                        | -                        | -                        | 12       | 1      | 1           | 0          |
| A. Calver     | 3                            | 0                            | 1                            | 0                            | -                        | -                        | -                        | -                        | 3        | 0      | 1           | 0          |
| J. Chianese   | 13                           | 1                            | 2                            | 0                            | -                        | -                        | -                        | -                        | 13       | 1      | 2           | 0          |
| J. Čulina     | 8                            | 2                            | 1                            | 0                            | -                        | -                        | -                        | -                        | 8        | 2      | 1           | 0          |
| A. Del Piero  | 24                           | 14                           | 3                            | 0                            | -                        | -                        | -                        | -                        | 24       | 14     | 3           | 0          |
| B. Emerton    | 22                           | 3                            | 7                            | 1                            | -                        | -                        | -                        | -                        | 22       | 3      | 7           | 1          |
| Fabio         | 18                           | 0                            | 5                            | 2                            | -                        | -                        | -                        | -                        | 18       | 0      | 5           | 2          |
| H. Gligor     | 4                            | 0                            | 0                            | 0                            | -                        | -                        | -                        | -                        | 4        | 0      | 0           | 0          |
| R. Grant      | 25                           | 2                            | 5                            | 0                            | -                        | -                        | -                        | -                        | 25       | 2      | 5           | 0          |
| A. Griffiths  | 18                           | 0                            | 6                            | 0                            | -                        | -                        | -                        | -                        | 18       | 0      | 6           | 0          |
| J. Griffiths  | 8                            | 3                            | 2                            | 0                            | -                        | -                        | -                        | -                        | 8        | 3      | 2           | 0          |
| V. Janjetović | 16                           | -24                          | 1                            | 0                            | -                        | -                        | -                        | -                        | 16       | -24    | 1           | 0          |
| J. Kyle       | 0                            | 0                            | 0                            | 0                            | -                        | -                        | -                        | -                        | 0        | 0      | 0           | 0          |
| K. Lovrek     | 5                            | 0                            | 1                            | 0                            | -                        | -                        | -                        | -                        | 5        | 0      | 1           | 0          |
| M. Mallia     | 7                            | 0                            | 0                            | 0                            | -                        | -                        | -                        | -                        | 7        | 0      | 0           | 0          |
| T. McClenahan | 12                           | 0                            | 2                            | 0                            | -                        | -                        | -                        | -                        | 12       | 0      | 2           | 0          |
| T. McFlynn    | 19                           | 0                            | 6                            | 2                            | -                        | -                        | -                        | -                        | 19       | 0      | 6           | 2          |
| M. Nash       | 0                            | 0                            | 0                            | 0                            | -                        | -                        | -                        | -                        | 0        | 0      | 0           | 0          |
| I. Necevski   | 11                           | -27                          | 1                            | 0                            | -                        | -                        | -                        | -                        | 11       | -27    | 1           | 0          |
| L. Neill      | 3                            | 0                            | 0                            | 0                            | -                        | -                        | -                        | -                        | 3        | 0      | 0           | 0          |
| D. Petratos   | 1                            | 0                            | 0                            | 0                            | -                        | -                        | -                        | -                        | 1        | 0      | 0           | 0          |
| D. Petkovski  | 3                            | 0                            | 0                            | 0                            | -                        | -                        | -                        | -                        | 3        | 0      | 0           | 0          |
| B. Powell     | 18                           | 3                            | 2                            | 0                            | -                        | -                        | -                        | -                        | 18       | 3      | 2           | 0          |
| S. Ryall      | 25                           | 3                            | 7                            | 1                            | -                        | -                        | -                        | -                        | 25       | 3      | 7           | 1          |
| P. Reid       | 11                           | 0                            | 2                            | 0                            | -                        | -                        | -                        | -                        | 11       | 0      | 2           | 0          |
| N. Sherlock   | 3                            | 0                            | 1                            | 0                            | -                        | -                        | -                        | -                        | 3        | 0      | 1           | 0          |
| Tiago         | 9                            | 0                            | 5                            | 1                            | -                        | -                        | -                        | -                        | 9        | 0      | 5           | 1          |
| P. Triantis   | 14                           | 1                            | 4                            | 0                            | -                        | -                        | -                        | -                        | 14       | 1      | 4           | 0          |
| A. Urosevski  | 2                            | 0                            | 1                            | 0                            | -                        | -                        | -                        | -                        | 2        | 0      | 1           | 0          |
| Y. Yau        | 18                           | 6                            | 3                            | 0                            | -                        | -                        | -                        | -                        | 18       | 6      | 3           | 0          |